# Philine vaillanti
Philine vaillanti is een slakkensoort uit de familie van de Philinidae. De wetenschappelijke naam van de soort is voor het eerst geldig gepubliceerd in 1869 door Arturo Issel.